# Seznam opatů cisterciáckého kláštera v Sedlci

Znak cisterciáckého řádu

Sedlecký klášter byl založen roku 1142 šlechticem Miroslavem. Mezi jeho opaty patřili:
- Gotpold
- (kolem 1276) Walthelm
- (1282–1320) Heidenreich Sedlecký
- (od 1330–1333) Oldřich z Paběnic

- Jiří Salfeldt
- (1638–1639/40) Jakub Vrchota z Rosenwertu
- Mikuláš Sperber
- (1685–1709) Jindřich Snopek
- (od 1753) Jakub Růžička